# Чала
Чала (болг. Чала) — село в Болгарии. Находится в Смолянской области, входит в общину Борино. Население составляет 170 человек.

## Политическая ситуация
Чала подчиняется непосредственно общине и не имеет своего кмета.
Кмет (мэр) общины Борино — Октай Мустафов Алиев Движение за права и свободы (ДПС)) по результатам выборов в правление общины.